# Municipio de Harrison (condado de Perry)
El municipio de Harrison (en inglés: Harrison Township) es un municipio ubicado en el condado de Perry en el estado estadounidense de Ohio. En el año 2010 tenía una población de 5253 habitantes y una densidad poblacional de 87,12 personas por km².

## Geografía
El municipio de Harrison se encuentra ubicado en las coordenadas 39°46′14″N 82°6′34″O / 39.77056, -82.10944. Según la Oficina del Censo de los Estados Unidos, el municipio tiene una superficie total de 60.3 km², de la cual 59.59 km² corresponden a tierra firme y (1.18%) 0.71 km² es agua.

## Demografía
Según el censo de 2010, había 5253 personas residiendo en el municipio de Harrison. La densidad de población era de 87,12 hab./km². De los 5253 habitantes, el municipio de Harrison estaba compuesto por el 98.59% blancos, el 0.15% eran afroamericanos, el 0.13% eran amerindios, el 0.08% eran asiáticos, el 0.02% eran isleños del Pacífico, el 0.17% eran de otras razas y el 0.86% pertenecían a dos o más razas. Del total de la población el 0.65% eran hispanos o latinos de cualquier raza.